# Stein sur le Danube, vu du sud
Stein sur le Danube, vu du sud est un tableau réalisé par le peintre austro-hongrois Egon Schiele en 1913. Cette huile sur toile de format carré est un paysage urbain qui représente la localité autrichienne de Krems an der Donau, et notamment ses églises, avec le Danube au premier plan. L'œuvre fait partie de la collection constituée par Estée Lauder. Elle est conservée à la Neue Galerie de New York, aux États-Unis.